# Яблучне (Богодухівський район)
Я́блучне — село у Богодухівській міській громаді Богодухівського району Харківської області України.

## Географія
Село Яблучне знаходиться на правому березі річки Сухий Мерчик, близько до її витоків. По селу протікає невеличкий струмок, на якому зроблені невеликі загати. Нижче за течією примикає село Скосогорівка, вище за течією — селище Балабанівка. На протилежному березі знаходиться село Петропавлівка. За 2 км на північ розташована залізнична станція Максимівка і проходить автомобільна дорога Р46. Біля села невеликі лісові масиви.

## Історія
Станом на 1885 рік у колишньому власницькому селі Куп'єваської волості Богодухівського повіту Харківської губернії мешкало 1970 осіб, налічувалось 420 дворових господарств, існували православна церква й школа, відбувались базари й щорічний ярмарок.
За переписом 1897 року кількість мешканців зросла до 3071 особи (1516 чоловічої статі та 1555 — жіночої), з яких всі — православної віри. 
12 червня 2020 року, відповідно до розпорядження Кабінету Міністрів України № 725-р «Про визначення адміністративних центрів та затвердження територій територіальних громад Харківської області», село увійшло до Богодухівської міської громади.
19 липня 2020 року, в результаті адміністративно-територіальної реформи та ліквідації Богодухівського району (1923—2020), село увійшло до складу новоутвореного Богодухівського району Харківської області.